# Éjszakai Őrség
Az Éjszakai Őrség (oroszul: Ночной дозор, Nocsnoj Dozor) egy fantasy regény, melyet a népszerű orosz író, Szergej Lukjanyenko adott ki 1998-ban.
A történet alapja két szemben álló természetfeletti fél harca (akiket Másfélének hívnak): az Éjjeli Őrségé, mely a Setét Másfélék cselekedeteinek felügyelésére rendeltetett és a Nappali Őrség, mely a Fénypártiak akcióinak szemmel tartására hivatott.
A regény első az Őrség-pentalógiában, melyet a Nappali Őrség (Dnyevnoj Dozor, Дневной дозор) (2000), az Alkonyi Őrség (Szumerecsnüj Dozor, Сумеречный дозор) (2004), az Utolsó Őrség (Poszlednyij Dozor, Последний дозор) (2005) és az Új Őrség (Novij Dozor, Новый дозор) (2012) követ a sorban. Megjelent még egy kötet, a Nappali Őrség társszerzőjének, Vlagyimir Nyikolajevics Vasziljevnek a tollából Káosz-őrség (Lik csornoj Palmiri, Лик Черной Пальмиры) (2003) címmel, amely a kijevi Nappali Őrség történetét mutatja be.

## A mű háttere
A regény univerzumában létezik egy párhuzamos sík is, melyet a Homálynak hívnak. A Másfélék olyan élőlények, akik már beléptek ide és természetfölötti képességekre tettek szert. A Másfélék voltak azok az emberek, kiket az utókor sámánoknak, jósoknak vagy bölcseknek tartott és akik rájöttek, hogyan léphetnek be a Homályba. A Másfélék már születésüktől fogva is különböznek az emberektől, hisz már akkor is megvan bennük a hajlam erre, s az emberek nem képesek Másfélévé válni (legalábbis a tetralógia első felében). A Homály nem adja ingyen ajándékait, a bent tartózkodó Másfélék erejét szívja. Ha a belépő végzetesen legyengül és nem képes visszatérni, örökre bennragad. Amikor a Másfélék először lépnek be a Homályba, pillanatnyi aurájuk illetve lelkiállapotuk határozza meg, hogy Setét vagy Fénypárti Másfélékké válnak. Ha egyszer valamelyik oldalra került, a Másféle el kell, hogy döntse, milyen jellegű Erőt fog a Homályból meríteni. A választás során vámpír, boszorkány, mágus vagy alakváltó lehet a Másféléből, mindegyiknek megvan a maga előnye és hátránya. Leggyakrabban a szabad akarat dönti el a Hasonítás során, hogy melyik oldalra kerüljön az alanya, de az Őrségek képesek az akarat ilyetén befolyásolására, ahogy éppen pillanatnyi érdekeik megkívánják. A Hasonítás nem csak az oldal megválasztásának procedúráját takarja, a frissen hasonítottak az Éjjeli Őrség (Fénypártiak) vagy Nappali Őrség (Setétek) részévé válnak. A Másféléknek nem kötelessége az Őrségek munkájában részt venni, azonban együtt kell működniük az Őrségek munkatársaival, egyébként szabadon beléphetnek a Homályba, és az esetek nagy részében szabadon választhatnak a Setét és Fény erői között. Az oldalak közötti döntés, illetve az Erő típusának megválasztása végleges.
A Setétek és a Fénypártiak harca egyidős a Másfélékkel. A Fénypártiak küldetésüknek tartják a gyengék és elesettek védelmét, a Setétek számára azonban nem létezik semmilyen kötelezettség. Teszik, amit akarnak tekintet nélkül morálra, becsületre és a következményekre. Évezredeken keresztül véres háború dúlt a két fél között. Mindkét fél felhasznált minden eszközt, hogy kivívja a végső győzelmet. Végül a felek rájöttek, hogy ha tovább folytatják ádáz küzdelmüket, az a Másfélék kipusztulásához vezet. A két frakció vezetői aláírták a Megállapodást, mely felállította a Másfélék életére és erőik használatára vonatkozó törvényeket. A Fénypártiak megalapították az Éjszakai Őrséget, a Setétek pedig a Nappali Őrséget, hogy biztosítsák: a Megállapodást mindkét fél betartsa. Ezen kívül létrehozták az Inkvizíciót, amely a globális egyensúlyra felügyel, olyan Setét és Fénypárti Másfélékből, aki már belátták az egyensúly fontosságát.
Ha túl gyorsan elhasználják, a Másfélék képesek a körülöttük lévő emberek érzéseiből és érzelmeiből származó energiával újratölteni erejüket: a Setétek a negatívakból (például: fájdalomból és dühből), a Fénypártiak a pozitívakból (például: örömből és boldogságból). Mivel a negatív érzelmek könnyebben előjönnek az emberből, a Setét mágusok könnyebben jutnak újból Erőhöz, mint a Fénypártiak.
A Megállapodás aláírása óta az Őrségek rajta tartották szemüket minden Másfélén, felderítve minden szabálysértést. Az öreg vezérek tovább szövik terveiket, felhasználva az emberiséget és a Másféléket érdekeik szerint. Csak az Idő tudja, melyik oldal kerekedik felül a másikon.

## Szereplők

### Fénypárti Másfélék
- Anton Gorogyeckij (Második szintű Varázsló) a regény főszereplője (melynek nagy részét egyes szám első személyben ő meséli el), Moszkva város Éjjeli Őrségének egyik meglehetősen lusta tagja. Az első könyv elején még jobban szereti a földi, technikai jellegű munkákat, mint a járőrözést. Történések sorozata teszi teljes jogú operatív munkatárssá, s meglehetősen cinikussá a Fénypártiak céljaival kapcsolatban. Kedvenc időtöltése a véletlenszerűen összeállított mini-diszkjeinek hallgatása. A regény elején még negyedik szintű mágus, a későbbiekben azonban második szintűvé válik. Sokszor megjegyzik, hogy ő az egyetlen, aki családnevét is használja, mint Másféle. Ezüst töltényekkel töltött pisztolyát mindig magánál hordja a vámpírok és alakváltók ellen.
- Borisz Ignatyevics – Geszer (Hatalmas Varázsló) nagy kort megélt, tibeti származású mágus, aki számos hőst és filozófust tanított ki hosszú élete alatt. A tizenötödik században Európába költözött, s annak ellenére, hogy rengeteg lehetősége lehetne az Éjjeli Őrség csúcsvezetésébe is bejutni, ő inkább a Moszkvai őrség regionális vezetője maradt (ezzel a poszttal de facto, a volt Szovjetunió összes őrségének főparancsnoka). Geszer csatában edzett, igazi taktikus, aki híres arról, hogy a totálisan vesztettnek tűnő helyzetekből is képes nyertesen kijönni. Rendkívül sokat törődik alkalmazottaival, ám egy percig sem hezitál feláldozni őket egy nagyobb jó érdekében. A szintje Kategórián Kívüli Varázsló (túl van a 7-es skálán).
- Szvetlana (Hatalmas Varázslónő) egy fiatal doktornő, aki eleinte nincs tisztában erejével. Később ő lesz Zavulon tervének áldozata (végezni akartak vele, mielőtt csatlakozik az Éjjeli Őrséghez). Erejét akkor fedezik fel, mikor véletlenül megátkozza saját magát: Szvetlana annyira erős, hogy az feje fölött örvénylő átok akkorára nő, hogy már egész Moszkva elpusztulásával fenyeget. A veszély elhárítása után viszonyt kezd Antonnal, ami egyre feszültebbé válik, ahogy Szvetlana ereje egyre csak nő.
- Olga (Hatalmas Varázslónő) Geszer régi barátja és szeretője, akit büntetésből bagollyá változtattak, miután megszegte a Fénnyel kötött szerződését. Háborús időben naponta fél órára visszaváltozhat emberi alakjába. Geszer ügyeskedéseinek hála a regény végére visszanyeri erejét és emberi alakját, véglegesen.
- Szemjon (Varázsló) mogorva, tapasztalt mágus, aki cinikusan, ferde szemmel figyeli a világot. Ellentétben bajtársaival, neki nincs feltétlenül szüksége mágiára, hogy remek harcos legyen. Képes úgy olvasni mások mágikus potenciáljában, mint ahogy az emberek egymás testbeszédében.
- Kátya – Tigrincs (Alakváltó Mágus) fiatal és játékos mágus, aki igen fogékony az amulettek használatára. A Fénypárti és Setét Másfélék is tisztelik. Azt mondják róla, hogy bárkit meg tud bűvölni, s ahogy a beceneve is mutatja, tigrissé tud átváltozni. Hatalmas, titkos alagutakkal átszőtt házban él, amelyet Másfélék megtámadására kiképzett kutyák őriznek (az állatok normál esetben félnek a Másféléktől). Impulzív természete miatt nem egyszer bajba is kerül.
- Mackó (Alakváltó Mágus) visszahúzódó és csendes mágus, aki híres precízen megtervezett, ám brutális taktikáiról. Annak ellenére, hogy a Setét és a Fény közötti választás végleges, sokan azt hiszik róla, hogy régen Setét Másféle volt. Preferált állati formája egy hatalmas jegesmedve. Általában Tigrinccsel dolgozik párban.
- Ignat (Inkubusz/Szukkubusz) nagyrészt magával van elfoglalva. Saját bevallása szerint "egy hollywood-i színész arcával és egy görög isten testével" él. Büszke arra, hogy bármelyik nőt (vagy férfit) képes ágyba vinni, ennek következtében a kudarcot rendkívül rosszul viseli.
- Garik (Varázsló) közepes képességű mágus, aki hírhedt arról, hogy nincs szerencséje a nőkkel.
- Igor (Varázsló) idealista, középszintű mágus. Fiatalos megjelenése alapján senki nem mondaná meg róla, hogy a kései 20-as években született. Elkötelezett a Fénypártiak céljai iránt, annak ellenére, hogy feljebbvalóival való összetűzései számos alkalommal okoztak neki problémát.
- Julija (Varázslónő) okos fiatal lány, aki az Éjjeli Őrség analitikai osztályán dolgozik. Őszintén csodálja Tigrincset.
- Ilja (Varázsló) első szintű mágus, aki testet cserélt Geszerrel a regény első történetében, hogy így járjon túl Zavulon eszén. Igen erős harci mágus. Szemüveges.

### Setét Másfélék
- Zavulon (Hatalmas Setét Varázsló) ősi cselszövő, aki Geszerrel egyidős. Moszkva város Nappali őrségének vezetője, kinek ereje Geszerével vetekedik, ám az öreg tibeti gyakran túljár az eszén. Homálybéli alakja démoni, mert rengeteg időt töltött már odaát. Választott emberi megjelenése gyakran félrevezető, hiszen a vékony intellektüel senki számára nem tűnik fenyegetőnek, ha nem ismeri elég jól.
- Alisza Donnyikova (Varázslónő) fiatal varázslónő, aki igen fogékony a diszkrét elmemanipulációra és a bajkeverésre. A könyv végéig Zavulon szeretője.
- Konsztantyin Szauskin (Vámpír) egy fiatal, idealista vámpír, aki Anton barátjává vált, alig valamivel a hasonítása után. Anton operatív akciói miatt a későbbiekben ellene fordul. Az apja harapja meg nem sokkal születése után, hogy megmentse egy súlyos betegségtől, de Kosztya utálja a vámpírlétet. Célja, hogy biológiát tanuljon és megtalálja a vámpirizmus ellenszerét. Az Alkonyi Őrség idején már ő a legfiatalabb Legfelső Szintű Vámpír Európában.

### Semlegesek
- Makszim (Inkvizítor) egy középosztálybeli Fénypárti Másféle, kinek ereje hamarabb felszínre bukkant, mint hogy az Éjjeli Őrség megtalálhatta volna. Kényszert érez arra, hogy felkutassa a gonoszt, így alacsony szintű Setétekre vadászott. Miután feltárják előtte az igazságot a Másfélékről, csatlakozik az Inkvizícióhoz.
- Vítězslav (Inkvizítor) egy rendkívül erős Legfelső Szintű Vámpír. Anton megdöbbent, mikor megtudta, hogy egy Vámpír is a Prágai Inkvizíció tagja.
- Jegor egy félénk, külsőre átlagosnak tűnő fiatal fiú, akit egy renegát vámpírpár rabol el az Éjszakai Őrség elején. Jegor aurája különleges, hiszen a legtöbb hasonítatlan másféle már húz valamelyik irányba, ő azonban tiszta, egyik irányba sem tart, a sorsa megjósolhatatlan. A regény második részében kiderül, hogy Jegor sorsa a Setét oldalára vezet, azonban a könyv leges-legvégén sorsát részben újraírják, s semleges marad. Potenciális mágikus szintje nagyon alacsony (hetes, esetleg hatos).

## Magyarul
- Szergej Lukjanyenko: Éjszakai őrség; ford. Thuróczy Gergely; Metropolis Media, Bp., 2007 (Galaktika fantasztikus könyvek)
- Szergej Lukjanyenko–Vlagyimir Vasziljev: Nappali őrség; ford. Weisz Györgyi; Metropolis Media, Bp., 2007 (Galaktika fantasztikus könyvek)
- Szergej Lukjanyenko: Alkonyi őrség; ford. Weisz Györgyi; Metropolis Media, Bp., 2008 (Galaktika fantasztikus könyvek)
- Szergej Lukjanyenko: Utolsó őrség; ford. Weisz Györgyi; Metropolis Media, Bp., 2008 (Galaktika fantasztikus könyvek)
- Vlagyimir Vasziljev: Káosz-őrség; ford. Weisz Györgyi; Metropolis Media, Bp., 2008 (Galaktika fantasztikus könyvek)
- Szergej Lukjanyenko: Új őrség; ford. Weisz Györgyi; Metropolis Media, Bp., 2012 (Galaktika fantasztikus könyvek)
- Szergej Lukjanyenko: Egyesült őrség; ford. Egeres Zsuzsanna; Metropolis Media, Bp., 2016 (Galaktika fantasztikus könyvek)
- Szergej Lukjanyenko–Arkagyij Suspanov: Varázsőrség; ford. Weisz Györgyi; Metropolis Media, Bp., 2017 (Galaktika fantasztikus könyvek)

## Fordítás
- Ez a szócikk részben vagy egészben  a   Night Watch (Lukyanenko novel) című angol Wikipédia-szócikk fordításán alapul.  Az eredeti cikk szerkesztőit annak laptörténete sorolja fel. Ez a jelzés csupán a megfogalmazás eredetét és a szerzői jogokat jelzi, nem szolgál a cikkben szereplő információk forrásmegjelöléseként.